# Ivan Kramskoj
Ivan Nikolajevitj Kramskoj (ryska: Иван Николаевич Крамской), född 8 juni 1837 i Ostrogozjsk, död 6 april 1887, var en rysk konstnär.
Kramskoj studerade sedan 1856 vid konstakademien i Sankt Petersburg, där han fick två pris. Då eleverna anhöll, att de själva skulle få välja sina ämnen, upptogs detta onådigt av de akademiska myndigheterna, och när 1863 akademien som obligatoriskt ämne för tävlingen bestämde "Gästabud i Valhall", bröt sig "de unge" (inalles 14 konstnärer med Kramskoj i spetsen) ut ur den akademiska skolan, bildade ett särskilt konstnärsgille och grundade 1870 en förening för rörliga konstutställningar, Peredvizjnikerna.
Kramskojs konstnärliga styrka låg i porträttet, varav många vackra prov finns i Tretjakovgalleriet i Moskva (Nekrasov, Saltykov, Grigorovitj, Tolstoj m. fl.); där finns också hans berömda dukar "Kristus i öknen" och "Otröstlig sorg" (bild av hans hustru vid barnets död). Även om Kramskoj i sitt arbete var ojämn och inte kunde behärska större uppgifter, t. ex. den icke fullbordade tavlan "Kristus begabbad som judarnas konung", var han dock en av Rysslands främsta målare och har genom oppositionen mot akademiens föråldrade stillagar haft ett stort personligt inflytande på den moderna ryska konsten.
I Sverige ställdes Kramskojs verk ut på utställningen Peredvizjniki – banbrytare i ryskt måleri på Nationalmuseum 2011.

## Galleri

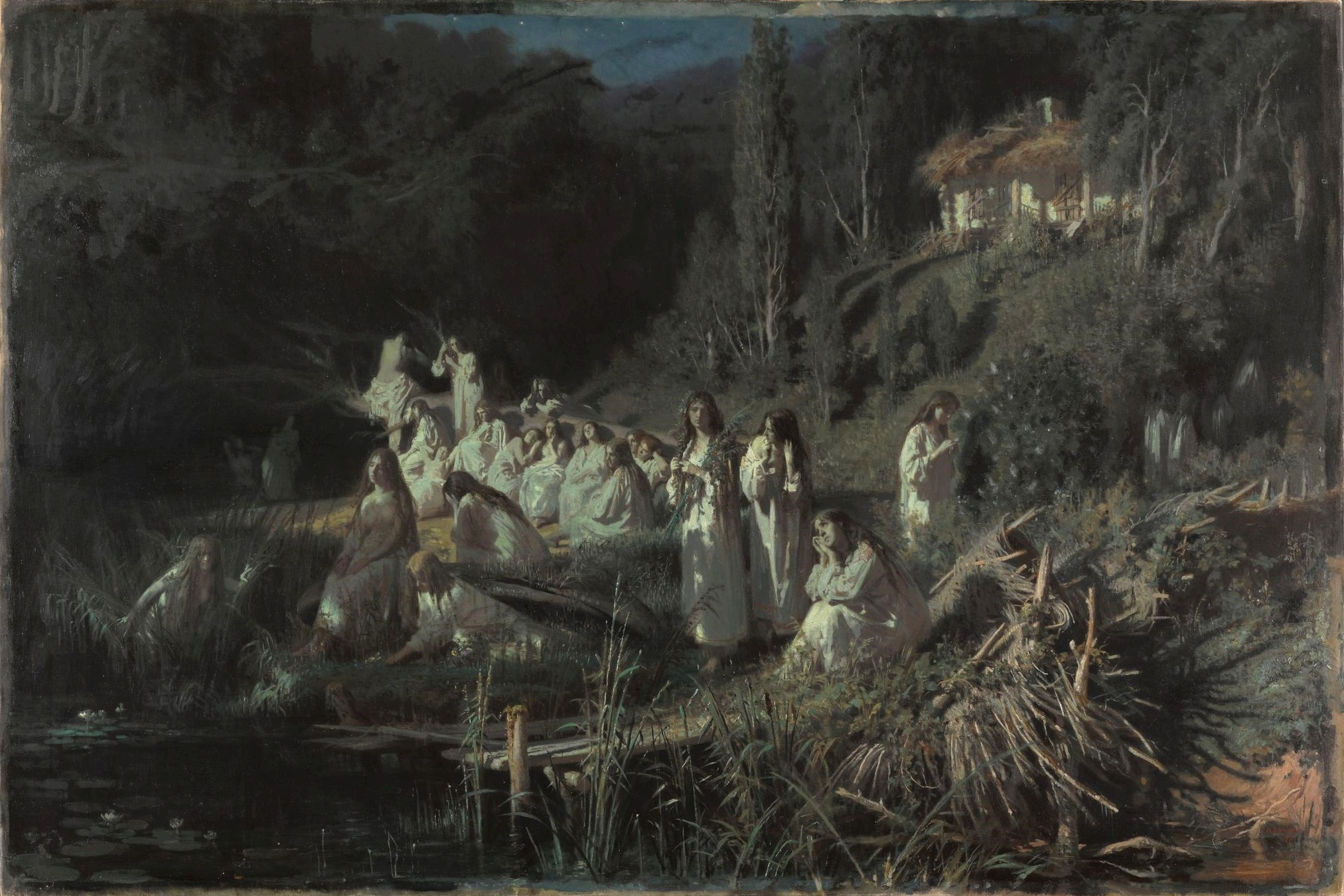
Sjöjungfrur, 1871.
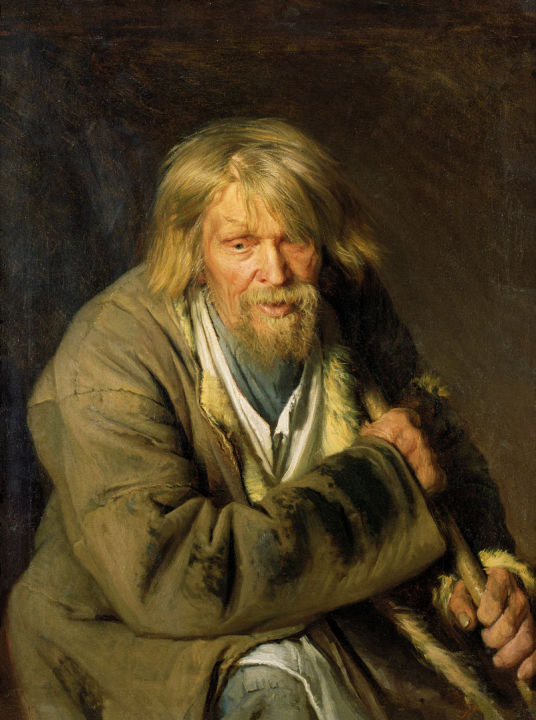
Gammal man med käpp, 1872.
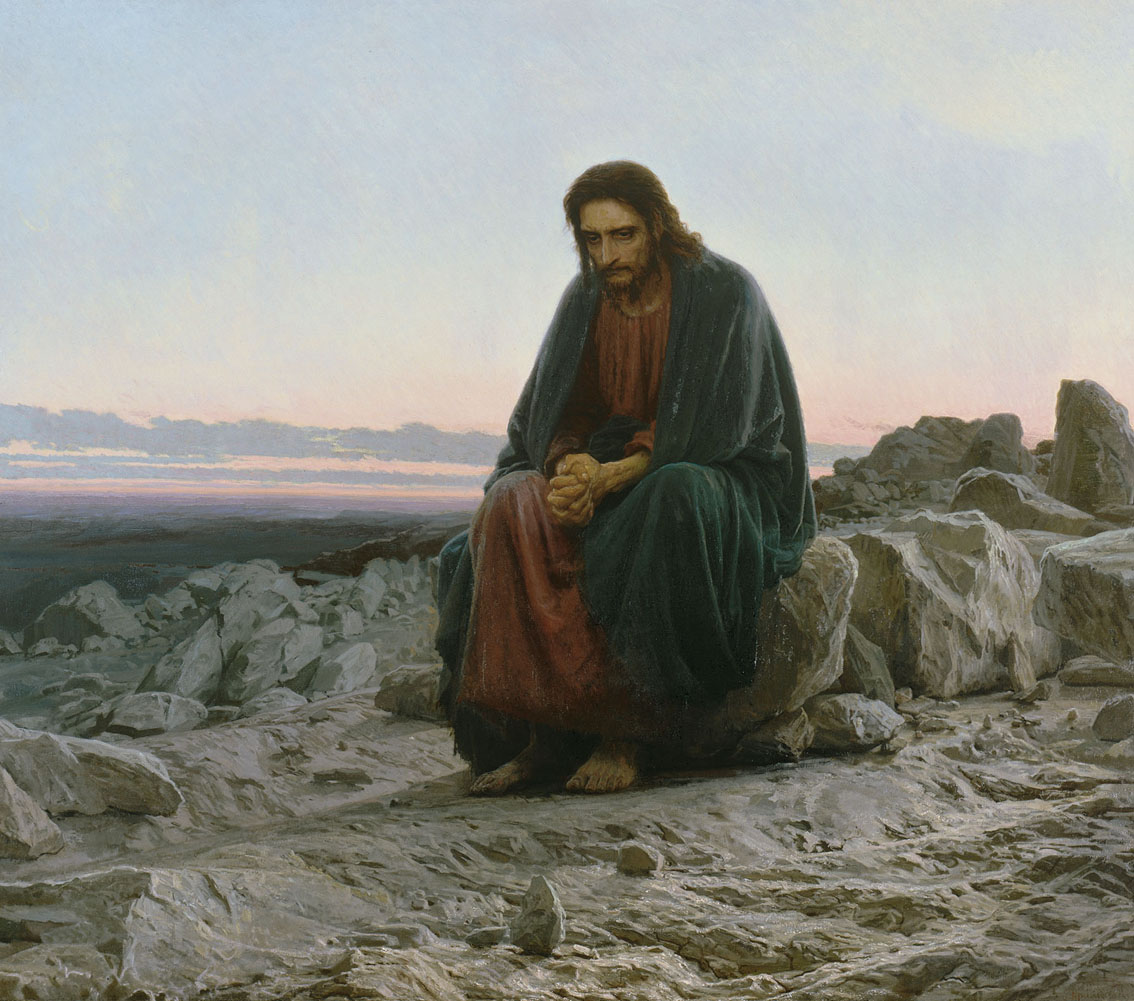
Kristus i öknen, 1872.
Aleksandr Gribojedov, 1873.
Konstnären Ivan Sjisjkin, 1873.
Lev Tolstoj, 1873.
Ivan Sjisjkin, 1880.
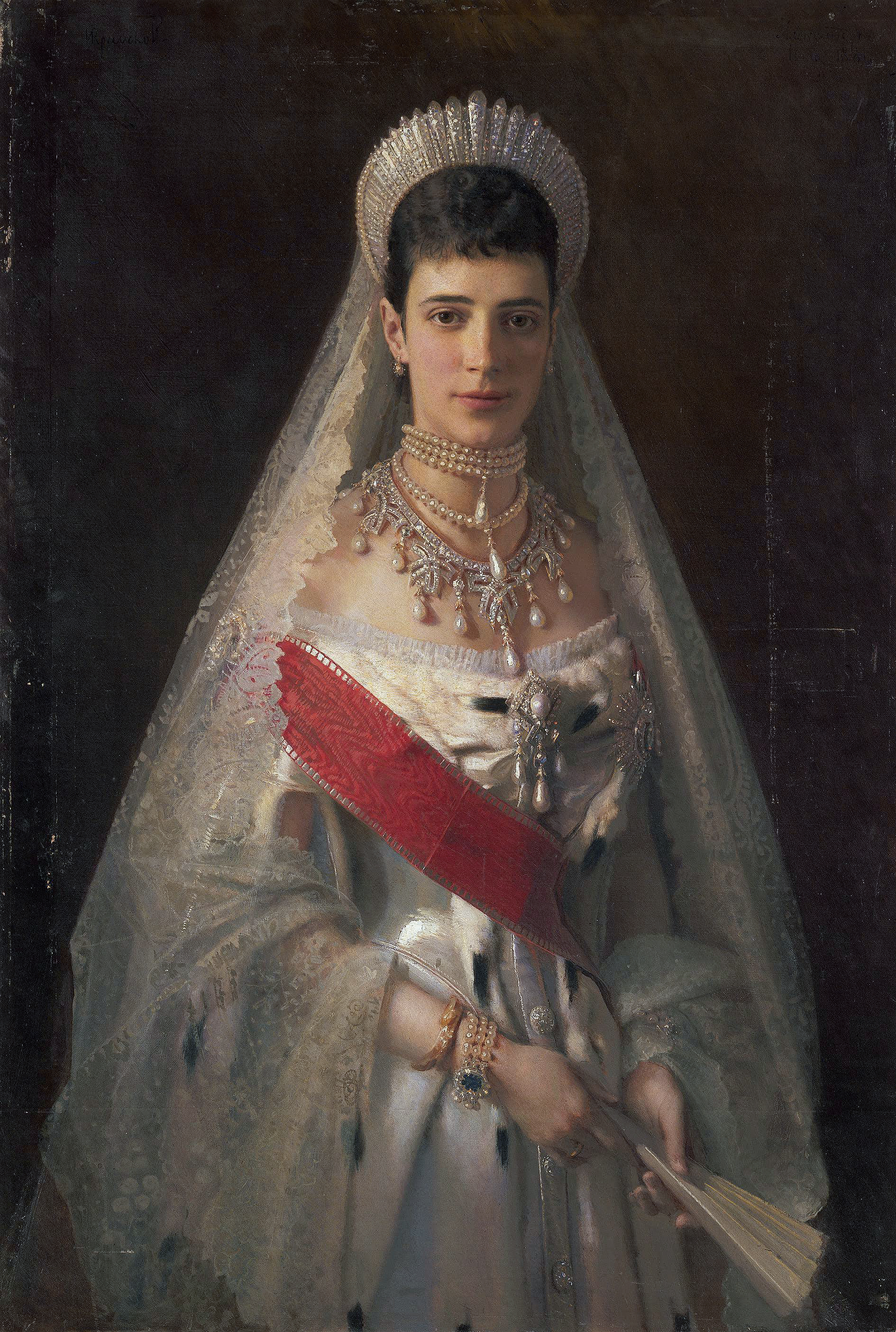
Maria Fjodorovna, 1880-tal.
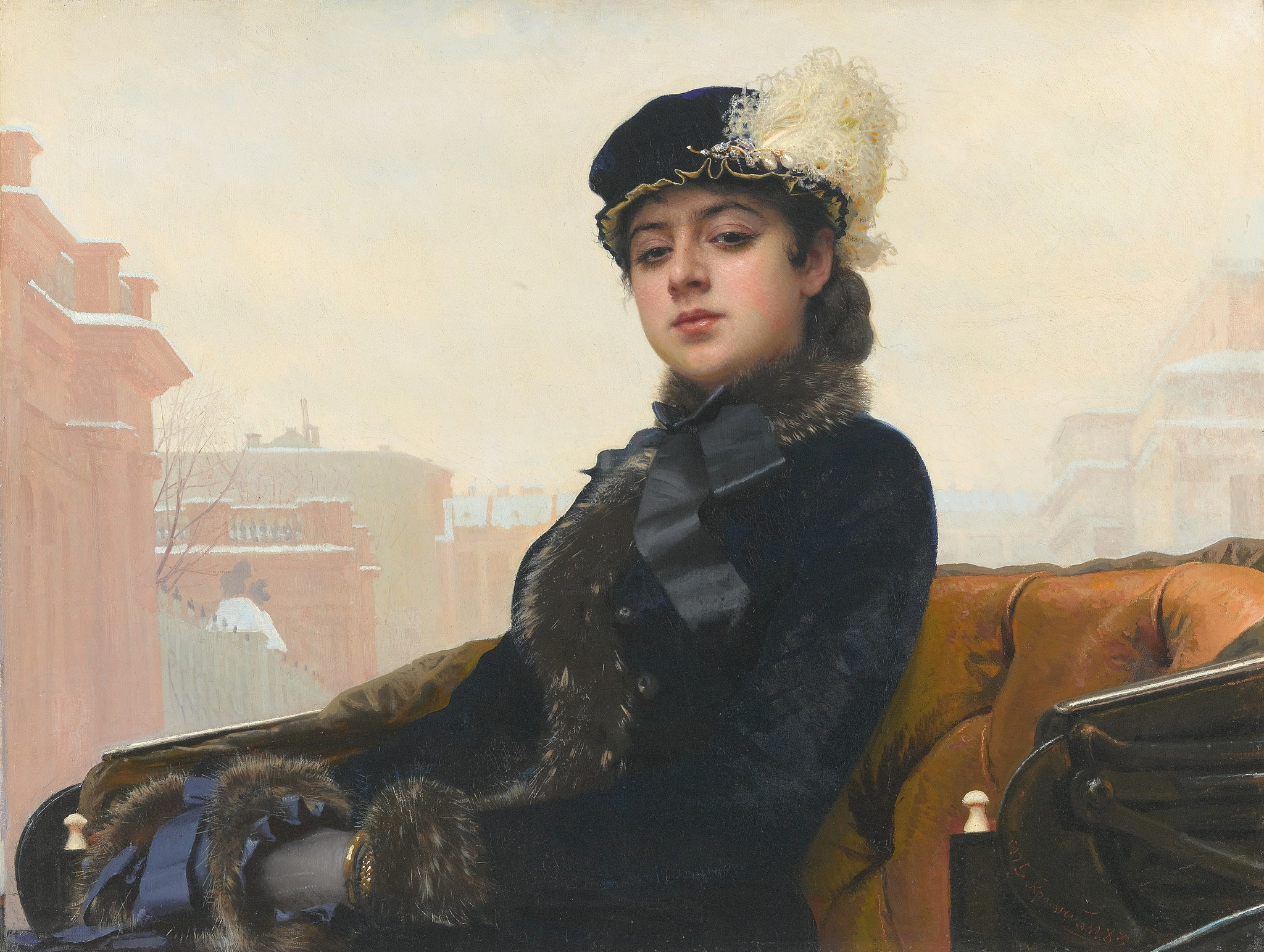
Porträtt av okänd kvinna, 1883.
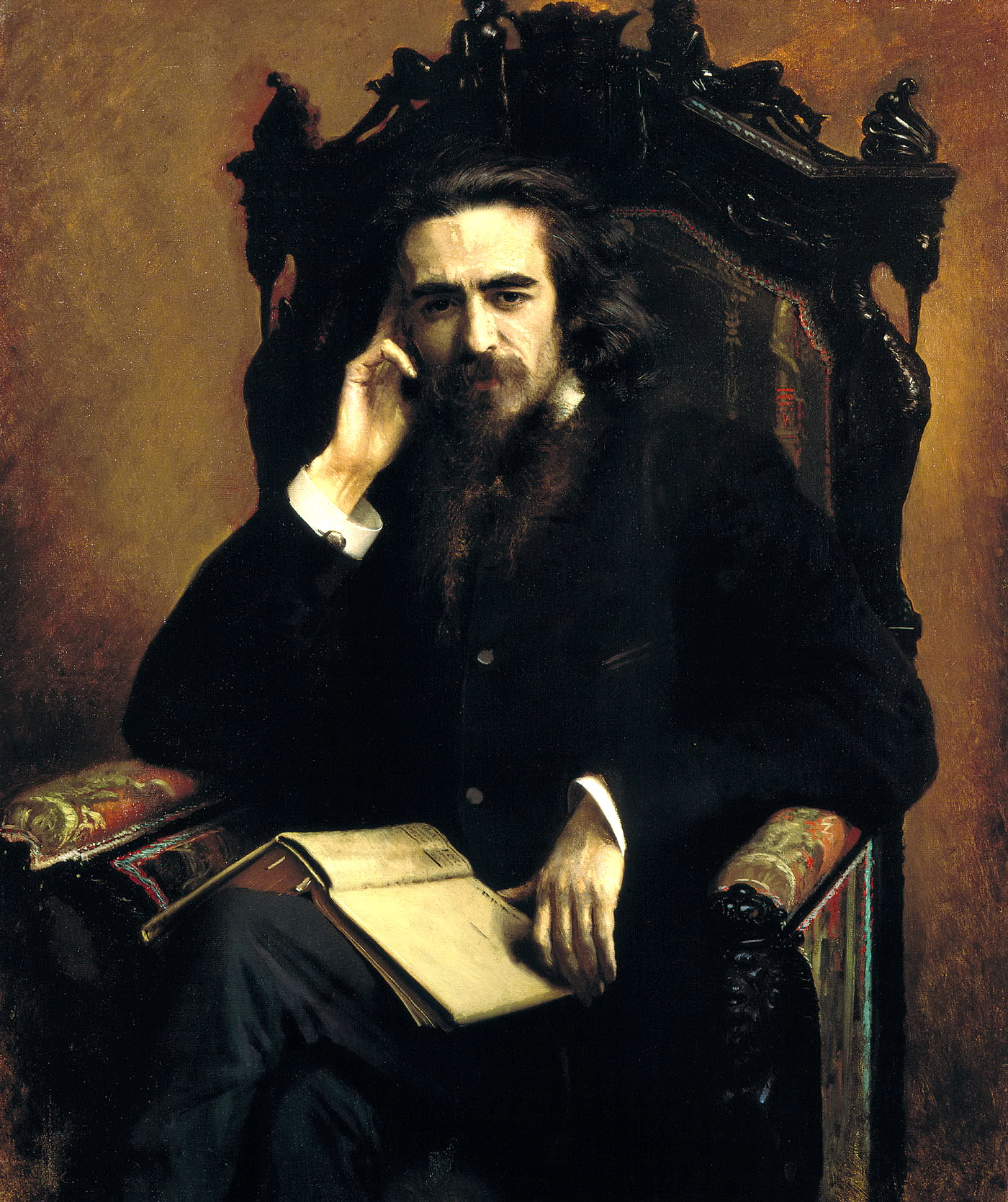
Vladimir Solovjov, 1885.
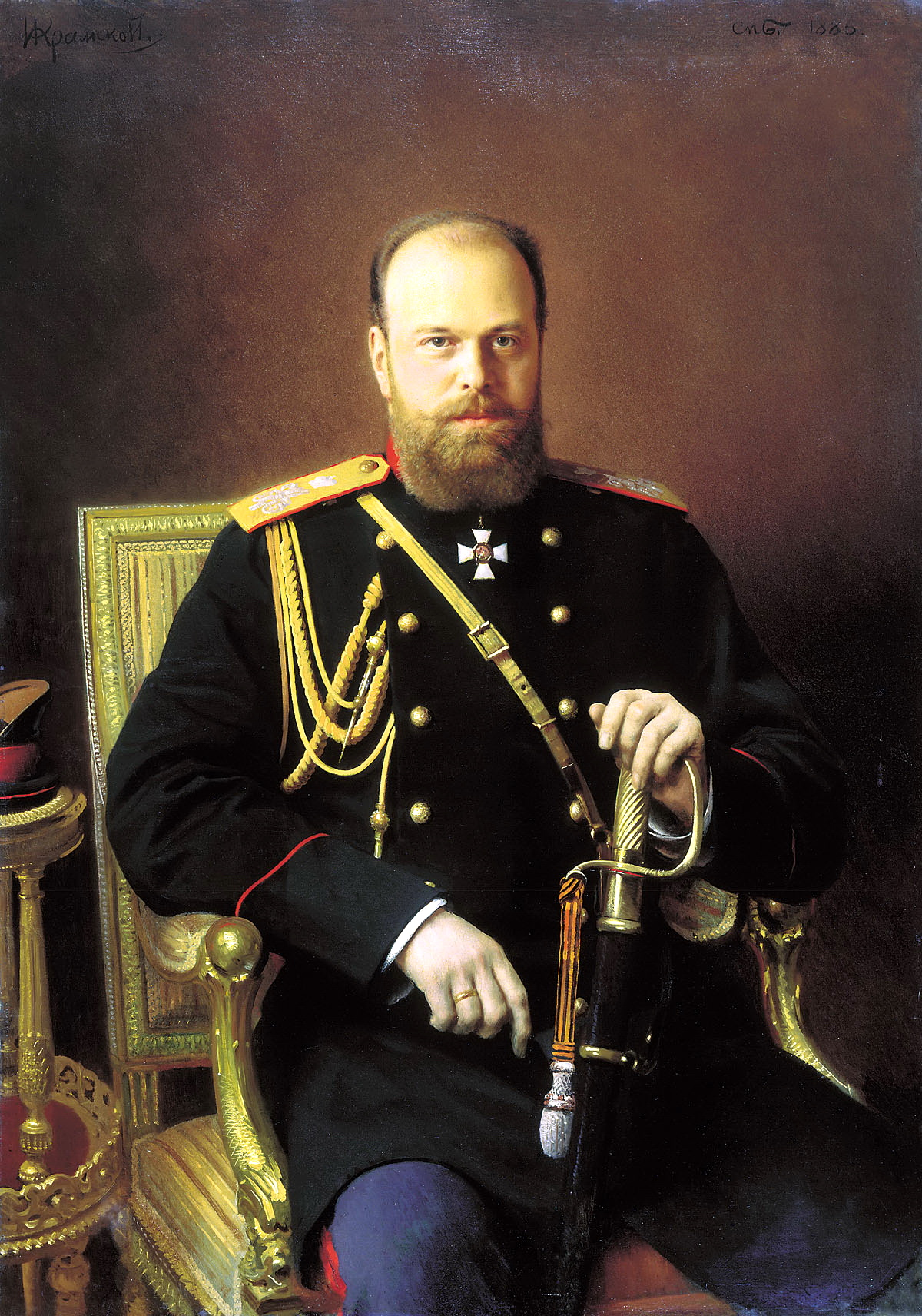
Alexander III av Ryssland, 1886.